# Tenuidactylus dadunensis
Espèce
Synonymes
- Cyrtopodion dadunense Shi & Zhao, 2011

Tenuidactylus dadunensis est une espèce de geckos de la famille des Gekkonidae.

## Répartition
Cette espèce est endémique du Xinjiang en Chine. 

## Étymologie
Son nom d'espèce, composé de dadun et du suffixe latin -ense, « qui vit dans, qui habite », lui a été donné en référence au lieu de sa découverte, la ville de Dadun.

## Publication originale
- Shi & Zhao, 2011 : A New Gecko in the Genus Cyrtopodion Fitzinger, 1843 (Reptilia: Squamata: Gekkonidae) From Western China. Herpetologica, vol. 67, no 2, p. 186-193.